# Десислава Бакърджиева
Десислава Иванова Бакърджиева e българска театрална, филмова и телевизионна актриса. Завършила е НАТФИЗ. Има завършена магистратура по специалност „Медийна информация, реклама и продуцентство“ в УниБИТ и докторска степен. Специализирала е и кинорежисура.

## Биография
Родена е на 4 декември 1978 в град София. На четиригодишна възраст в „Зала 1“ на НДК ѝ е предоставена възможността да изпее детска песничка.
Явява се на изпитите в театралната студия на проф. Венцислав Кисьов в Нов Драматичен театър „Сълза и смях“, където е приета. Същата година започва да озвучава детски приказки към програма „Христо Ботев“ на Българското национално радио под ръководството на Минчо Събев. През 1997 се явява на изпитите по актьорско майсторство в НАТФИЗ „Кръстьо Сарафов“ и е приета в класа на проф. Енчо Халачев, за когото актрисата винаги говори с много любов и уважение. От проф. Халачев споделя, че е научила да не се отказва; да не се самонаблюдава; да не изпада в състояния, защото действието е това, което помага на образа да се развива, да е интересен на зрителите и да не забравя, че винаги има партньор на сцената, дори когато е сама. Той казва за нея, че е интересен и изключително добър човек, а усмивката ѝ винаги е на лицето ѝ. Режисьорите, с които е работила, споделят, че е отговорна, коректна и отдадена на работата си.
Носител на черен колан по карате, а след като се дипломира с актьорско майсторство, отива в Берлин, Германия, където в продължение на две години се обучава за стилист от Рене Кох и Kryolan.
През 2013 година защитава дисертационен труд на тема: „Филмовата индустрия в съвременната информационна среда. Трансформации и взаимодействия“ и е отличена единодушно от комисията с докторска степен. Преподавател е в УниБИТ (Университет по библиотекознание и информационни технологии).
Продължава да учи и през 2015 година завършва кинорежисура при проф. Дочо Боджаков.

## Професионална кариера
През 1999 г. под режисурата на професор Иван Добчев и Григор Антонов излиза първият ѝ моноспектакъл „Не аз“ от Самюел Бекет.
Сред по-известните ѝ театрални роли са: Дойката („Ромео и Жулиета“ – У. Шекспир), Босилка („Вражалец“ – Ст. Л. Костов), Катерина („Преспанските камбани“ – Д. Талев), Ана Петровна („Иванов“ – А. П. Чехов), Клариче („Кралят елен“ – К. Гоци) и др.
Участва в телевизионни предавания и сериали, сред които: „Откраднат живот“, „Фамилията“ на Димитър Гочев, „Стъклен дом“, „Огледалото на дявола“, „Тя и той“, „Църква за вълци“, „Клуб НЛО“, „Вечерното шоу на Азис“, водеща на популярното предаване „Българският топ 100“ и др.
В киното се е снимала в: „Пътуване до морето“ – реж. Станислав Дончев, „Огледалото на дявола“ – реж. Николай Волев, „Алеф“ – реж. Джани Лепре, холивудския екшън „Хитман“ – „Hitman“ и др.
Десислава Бакърджиева става популярна след участието си в сериала на bTV „Стъклен дом“, където влиза в образа на красивата секретарка Нели. Играе Диана в сериала „Фамилията“ на Димитър Гочев и доктор Лора Хинова в сериала „Откраднат живот“.
През 2016 г. озвучава Дестини в дублажа на „Търсенето на Дори“.

## Филмография

### Кино
- „Пътуване до морето“ – режисьор Станислав Дончев – Ралица
- „Огледалото на дявола“ – режисьор Николай Волев
- „Алеф“ – режисьор Джани Лепре
- „Hitman“ – режисьор Ксавие Жане

### Телевизия
Участва в телевизионни предавания и сериали, сред които:
- „Църква за вълци“
- „Форте – Българският Топ 100“, БНТ
- „Тя и той“, BTV
- „Клуб НЛО“, БНТ
- „Вечерното шоу на Азис“, Pro BG
- „Стъклен дом“, BTV – Нели Иванова
- „Фамилията“, BTV, 2013 – 2015 – Диана Арнаудова
- „Откраднат живот“, NOVA, 2016 – 2019 – д-р Лора Хинова

### Театър
Има над 30 театрални роли в театър „Сълза и смях“, Народен театър „Иван Вазов“, Театрална работилница „Сфумато“ и много др.

## Трудове
- Дигитални модели в киноиндустрията в началото на XXI век. Инструменти и технологии, 2015[6]
- Медийна конвергенция: продуценство и сценаристика, София, 352 с., 2019 г. ISBN 978-619-185-380-9[7].
- Филморазпространение, или стрийминг, в онлайн среда – съвременно състоние, тенденции и развитие, 2020[8].

## Други
През 2022 г. участав в изложбата "Не си сама"  посветена на домашното насилие. В градинката "Кристал" са представени нейни снимки с кръв и синини